# Plesiadapis
Plesiadapis är ett släkte däggdjur som är känt från tidsperioderna paleocen och eocen.
Fram till 1990-talet antogs att ordningen Plesiadapiformes, där Plesiadapis ingår, är systergruppen till dagens primater. Enligt en studie från 1992 kan Plesiadapiformes vara närmare släkt med dagens pälsfladdrare och som primaternas systergrupp utpekas spetsekorrar.
Släktets arter levde för 58,7 till 50,3 miljoner år sedan. De klättrade antagligen i träd och var troligen växtätare. Zoologen Gingerich hittade under 1970-talet likheter mellan arternas skelett och skelettet av de nu levande murmeldjuren (förutom den långa svansen). I studien beskrevs Plesiadapis som marklevande.
Fossil av släktet hittades i Nordamerika och i Europa. Ungefär 15 arter är kända.
Dessa djur påminde i de flesta morfologiska egenskaper om dagens ekorrar men några detaljer av deras tänder hade likheter med samma detaljer hos dagens primater. Det vetenskapliga namnet är bildat av prefixet plesio (nära) och Adapis (ett släkte av tidiga primater). Senare forskning visade att släktskapet mellan dessa djur inte är lika "nära" som det antogs i början.